# Грінсборо (Алабама)
Грінсборо (англ. Greensboro) — місто (англ. city) в США, в окрузі Гейл штату Алабама. Населення — 2218 осіб (2020).

## Географія
Грінсборо розташоване за координатами 32°42′3″ пн. ш. 87°35′37″ зх. д. / 32.70083° пн. ш. 87.59361° зх. д. (32.700968, -87.593700).  За даними Бюро перепису населення США в 2010 році місто мало площу 6,18 км², з яких 6,16 км² — суходіл та 0,02 км² — водойми.

## Демографія

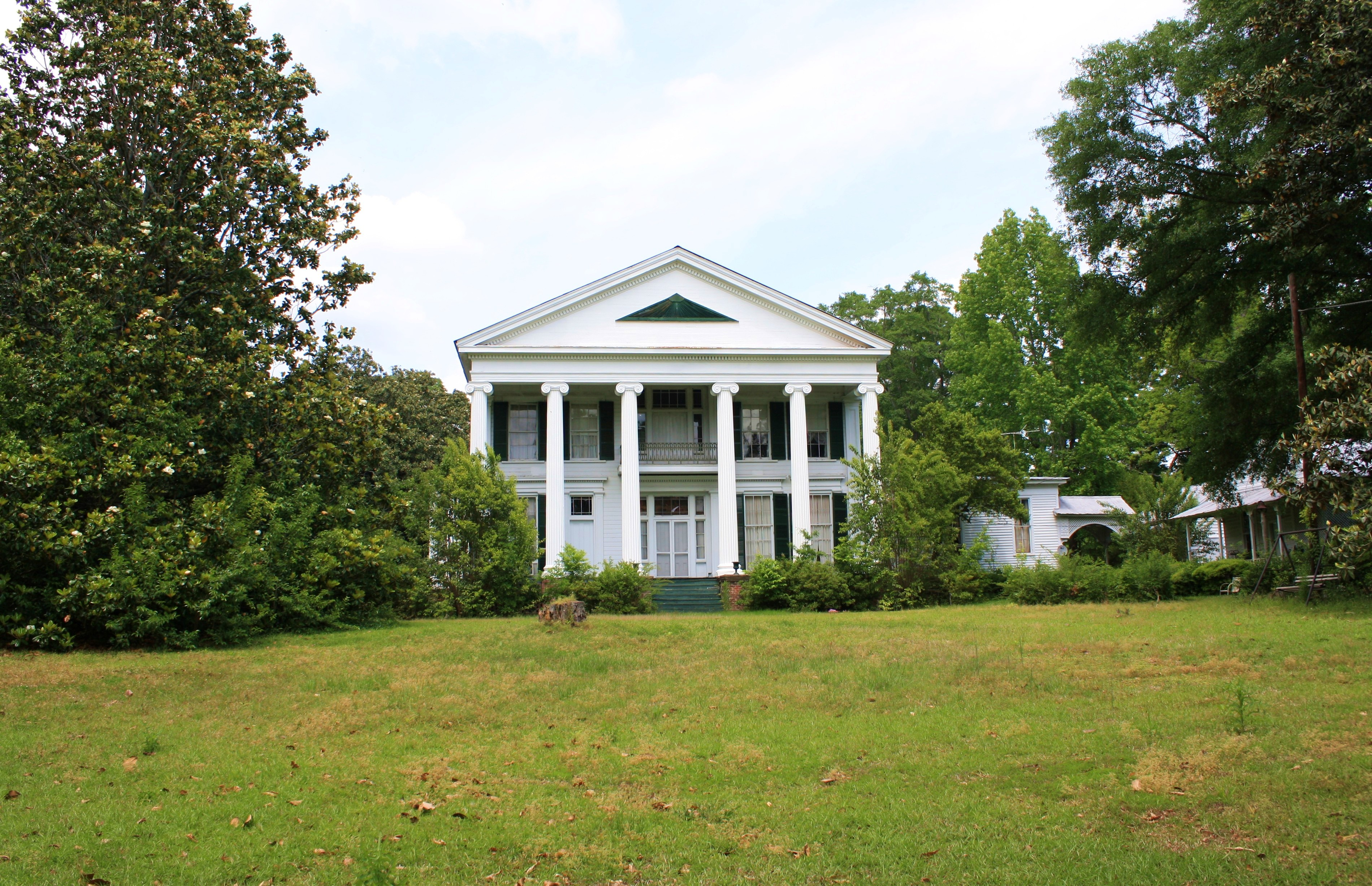
Магнолія-Хол — історичний особняк

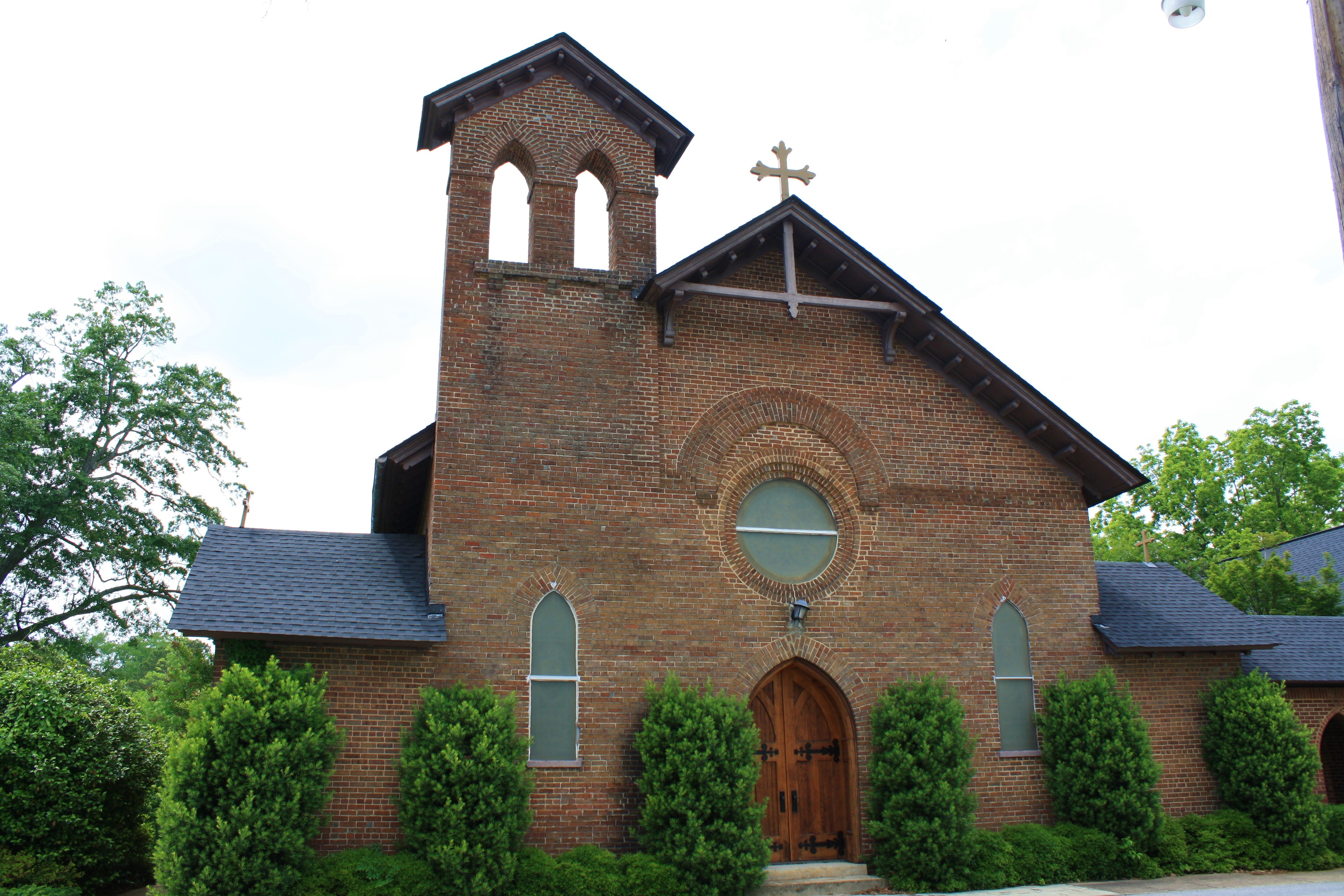
Єпископальна церква Святого Павла в місті Грінсборо, штат Алабама, завершена і освячена в 1843 році.

Згідно з переписом 2010 року, у місті мешкало 2497 осіб у 1045 домогосподарствах у складі 629 родин. Густота населення становила 404 особи/км².  Було 1195 помешкань (193/км²).
Расовий склад населення:
| - 66,5 % — чорних або афроамериканців - 32,0 % — білих - 0,8 % — азіатів - 0,2 % — корінних американців |

До двох чи більше рас належало 0,6 %. Частка іспаномовних становила 0,5 % від усіх жителів.
За віковим діапазоном населення розподілялося таким чином: 24,9 % — особи молодші 18 років, 55,2 % — особи у віці 18—64 років, 19,9 % — особи у віці 65 років та старші. Медіана віку мешканця становила 42,0 року. На 100 осіб жіночої статі у місті припадало 81,1 чоловіків;  на 100 жінок у віці від 18 років та старших — 80,0 чоловіків також старших 18 років.
Середній дохід на одне домашнє господарство  становив 40 028 доларів США (медіана — 21 797), а середній дохід на одну сім'ю — 48 194 долари (медіана — 33 672). Медіана доходів становила 31 815 доларів для чоловіків та 27 862 долари для жінок. За межею бідності перебувало 39,3 % осіб, у тому числі 66,2 % дітей у віці до 18 років та 21,9 % осіб у віці 65 років та старших.
Цивільне працевлаштоване населення становило 667 осіб. Основні галузі зайнятості: освіта, охорона здоров'я та соціальна допомога — 32,2 %, роздрібна торгівля — 20,2 %, науковці, спеціалісти, менеджери — 10,0 %, виробництво — 9,7 %.